# Vladímir Iepixin
Vladímir Víktorovitx Iepixin (en rus:Владимир Викторович Епишин), nascut l'11 de juliol de 1965 a Leningrad, és un jugador d'escacs rus, que té el títol de Gran Mestre des de 1990.
A la llista d'Elo de la FIDE del desembre de 2022, hi tenia un Elo de 2471 punts, cosa que en feia el jugador número 96 (en actiu) de Rússia. El seu màxim Elo va ser de 2667 punts, a la llista de gener de 2000 (posició 29 al rànquing mundial).
|  |

## Resultats destacats en competició
Iepixin fou tercer al 58è Campionat de la Unió Soviètica. Els seus altres èxits de torneig inclouen un empat al primer lloc al World Open a Filadèlfia de 1989 amb 7½/9 punts, un empat als llocs 3r-4t amb Vladímir Akopian al Campionat Obert de Nova York el 1998,
primer al Monarch Assurance PLC 11th International Chess Tournament a l'Illa de Man 2002, el 2006 fou 2-7è al XXXIè Obert de Badalona (el campió fou Yuri González), subcampió al XXXIIè Obert Vila de Sitges (el campió fou Víktor Moskalenko), i 1r–3r amb Vladímir Burmakin i Marijan Petrov al 21è Le Touquet Open.
Fou un dels segons d'Anatoli Kàrpov durant les últimes etapes de la carrera de Kàrpov (de 1987 a 1996).

### Contribució a la teoria dels escacs
Una variant del gambit Volga s'anomena la Iepixin en honor seu (1.d4 Cf6 2.c4 c5 3.d5 b5 4.cxb5 a6 5.bxa6 g6 6.Cc3 Axa6 7.Cf3 d6 8.g3 Ag7 9.Ag2 Cbd7 10.Tb1).